# Corea del Sud ai V Giochi olimpici invernali
La Corea del Sud partecipò ai V Giochi olimpici invernali, svoltisi a Sankt Moritz, Svizzera, dal 30 gennaio all'8 febbraio 1948, con una delegazione di 3 atleti impegnati in una disciplina.